# 부산부윤 (일제 강점기)
부산부윤(釜山府尹)은 일제강점기 조선 경상남도 부산부의 행정 사무를 총괄하는 기관장이다. 직급은 사무관이었다.

## 역대 부산부윤
- 와카마쓰 우사부로(若松兎三郞) 1910년 10월 2일 ~ 1913년 12월 29일
- 와카마쓰 우사부로(若松兎三郞) 1913년 12월 29일 ~ 1919년 5월 29일, 유임
- 혼다 쓰네키치(本田常吉) 1919년 5월 30일 ~ 1923년 3월 23일
- 고니시 교스케(小西恭介) 1923년 3월 24일 ~ 1925년 9월
- 이즈미자키 사부로(泉崎三郞) 1925년 9월 ~ 1928년 4월
- 구와바라 이치로(桑原一郞) 1928년 4월 ~ 1929년 11월
- 미야자키 마타시치로(宮崎又治郞) 1929년 11월 ~ 1931년 9월 22일
- 오시마 료지(大島良士) 1931년 9월 ~ 1934년 5월
- 쓰치야 덴사쿠(土屋傳作) 1934년 5월 ~ 1936년
- 야노 모모로(矢野桃郞) 1939년 8월 1일 ~ 1941년 7월 1일
- 야마시타 마카스(山下眞一) 1941년 7월 2일 ~ 1942년 10월
- 우노 도모하치(宇野友八) 1942년 10월 ~ 1944년
- 도야마 오사무(富山修) 1944년 ~ 1945년 8월 15일, 조선총독부 최후의 부산부윤, 1945년 8월 미군 폭격기의 수정동(현 부산광역시 동구 수정동)의 주택가를 폭격, 일본인 및 조선인 15명이 사망했다.

## 같이 보기
- 부산광역시장
- 부산광역시 부시장
- 일제강점기의 도지사
- 제주도사
- 경성부윤 (조선총독부 경성부윤)